# Frisco City
Frisco City é uma cidade  localizada no estado americano do Alabama, no Condado de Monroe.

## Demografia
Segundo o censo americano de 2000, a sua população era de 1460 habitantes.
Em 2006, foi estimada uma população de 1380, um decréscimo de 80 (-5.5%).

## Geografia
De acordo com o United States Census Bureau, a localidade tem uma área de 10,4 km², sem área coberta por água. Frisco City localiza-se a aproximadamente 51 m acima do nível do mar.

## Localidades na vizinhança
O diagrama seguinte representa as localidades num raio de 48 km ao redor de Frisco City.